# The Bride (film 1918)
The Bride è un cortometraggio muto del 1918 diretto da Jack Eaton. Prodotto da George Kleine, aveva come interprete Peggy Hopkins Joyce.

## Produzione
Il film fu prodotto dalla Thomas A. Edison

## Distribuzione
Distribuito dalla George Kleine System, il film - un cortometraggio in una bobina - uscì nelle sale cinematografiche statunitensi il 16 gennaio 1918. Copia della pellicola si trova conservata negli archivi della Library of Congress di Washington.